# Gottfried Dienst
Gottfried Dienst (Basilea, 9 de setembre de 1919 - Berna, 1 de juny de 1998) va ser un àrbitre de futbol suís. Va ser conegut principalment com l'àrbitre de la final de la Copa del Món de la FIFA de 1966.
Dienst és un dels quatre únics homes que han arbitrat dues vegades una final de la Copa d'Europa, cosa que va fer el 1961 i el 1965, i un dels dos únics (l'altre és l'àrbitre italià Sergio Gonella) que han arbitrat tant la final del Campionat d'Europa com la de la Copa del Món. Va arbitrar la final original del Campionat d'Europa de futbol de 1968, que va acabar en empat a 1 entre Itàlia i Iugoslàvia. La final es va tornar a jugar dos dies després; arbitrada per l'espanyol José María Ortiz de Mendíbil, quan els italians van guanyar 2–0.